# Promotor (genética)
En genética un promotor es una región de ADN que controla la iniciación de la transcripción de una determinada porción del ADN a ARN. Un promotor por lo tanto, provee la transcripción de un gen. 
La región promotora está compuesta por una secuencia específica de ADN localizada justo donde se encuentra el punto de inicio de la transcripción del ADN y contiene la información necesaria para activar o desactivar el gen que regula. Existen secuencias promotoras tanto en procariotas como eucariotas.

## En los procariotas
El promotor es la secuencia que señala el comienzo de la transcripción del ADN a ARN, y es por ello el lugar de enlace de la ARN polimerasa. El promotor se encuentra en una de las dos hebras del ADN, y la orientación y posición del promotor dictará cuál de las dos hélices del ADN servirá como molde para sintetizar el ARN.
Muchos promotores necesitan de proteínas activadoras antes de que puedan unirse eficazmente a su respectiva polimerasa.
Generalmente, el enlace de la ARN polimerasa con el promotor es lo que facilita a que la hélice de ADN se abra para permitir la subsecuente transcripción a ARN.

## En los eucariotas
A diferencia de los procariotas, que solo tienen una polimerasa, los eucariotas tienen tres ARN polimerasa distintas. Por tal motivo, cada una de las polimerasas tiende a reconocer secuencias de promotores específicas. Igualmente, los procesos de regulación son más complejos que en los procariotas incluyendo la posición de las secuencias reguladoras del ADN con respecto a los promotores. Los promotores tienen secuencias de nucleótidos definidas, como la cajas "TATA" y "TTGACA". Los promotores se localizan al principio del gen a transcribir, apuntando en la dirección 5' de la hebra molde. La ARN polimerasa se une a las secuencias de dichos promotores iniciando el proceso de la transcripción. La secuencia mínima con capacidad promotora de la transcripción recibe el nombre de promotor mínimo.